# New York Jets 1994
La stagione 1994 dei New York Jets è stata la 25ª della franchigia nella National Football League, la 35ª complessiva. Fu la prima e unica stagione sotto la direzione del capo Pete Carroll che fu licenziato a fine dopo un bilancio di 6-10. 
Davanti alla folla casalinga più alta mai fatta registrare sino a quel momento, 75.606, i Jets sfidarono i Dolphins per il primo posto della division nel tredicesimo turno. Con New York in vantaggio per 24-6 nel terzo quarto, Dan Marino guidò una furiosa rimonta, culminata dal passaggio da touchdown per Mark Ingram in una giocata divenuta nota come "fake spike" che diede la vittoria agli avversari per 28-24. La squadra non si riprese più e fu sconfitta in tutte le restanti gare della stagionw.

## Scelte nel Draft 1994
| Scelte dei Jets nel Draft 1994 | Scelte dei Jets nel Draft 1994 | Scelte dei Jets nel Draft 1994 | Scelte dei Jets nel Draft 1994 | Scelte dei Jets nel Draft 1994 |
| Giro                           | Scelta                         | Giocatore                      | Ruolo                          | College                        |
| ------------------------------ | ------------------------------ | ------------------------------ | ------------------------------ | ------------------------------ |
| 1                              | 12                             | Aaron Glenn                    | Defensive Back                 | Texas A&M                      |
| 2                              | 41                             | Ryan Yarborough                | Wide Receiver                  | Wyoming                        |
| 3                              | 94                             | Lou Benfatti                   | Defensive Tackle               | Penn State                     |
| 4                              | 117                            | Orlando Parker                 | Wide Receiver                  | Troy State                     |
| 5                              | 152                            | Horace Morris                  | Linebacker                     | Tennessee                      |
| 6                              | 173                            | Fred Lester                    | Running Back                   | Alabama A&M                    |
| 7                              | 208                            | Glenn Foley                    | Quarterback                    | Boston College                 |

## Roster
| Roster dei New York Jets nel 1994 |
| --- |
| Quarterback - 7 Boomer Esiason - 14 Glenn Foley Running Back - 20 Richie Anderson FB - 30 Brad Baxter FB - 39 Johnny Johnson - 29 Adrian Murrell Wide Receiver - 88 Stevie Anderson - 82 Rob Carpenter - 81 Art Monk - 85 Rob Moore - 89 Orlando Parker - 87 Ryan Yarborough Tight End - 84 Fred Baxter - 86 Johnny Mitchell - 80 James Thornton Offensive Linemen - 76 James Brown T - 69 Jeff Criswell T - 52 Cal Dixon C - 62 Roger Duffy G - 53 Jim Sweeney C - 67 Dwayne White G - 77 Matt Willig T Defensive Linemen - 78 Lou Benfatti DT - 92 Tony Casillas DT - 66 Donald Evans DT - 91 Paul Frase DE/DT - 56 Jeff Lageman DE - 71 Bill Pickel DT - 97 Marvin Washington DE Linebacker - 51 Tuineau Alipate - 98 Kurt Barber ILB - 50 Glenn Cadrez MLB - 59 Kyle Clifton MLB - 54 Marvin Jones - 57 Mo Lewis OLB Defensive Back - 31 Aaron Glenn CB - 21 Victor Green SS - 40 James Hasty CB - 25 Cliff Hicks CB - 42 Ronnie Lott FS - 27 Pat Terrell Special Team - 11 Brian Hansen P - 8 Nick Lowery K |
| Legenda - I rookie sono in corsivo. - Il primo ruolo è il principale mentre gli eventuali successivi indicano i ruoli secondari. - (IR) sta per Injured Reserve ed indica la lista ristretta per un solo giocatore infortunato che può tornare ad allenarsi dopo la settimana 6 e a rientrare in prima squadra dopo che questa ha giocato 8 partite. - (NF-Inj.) / (NF-Ill.) stanno rispettivamente per Non-Football Injured e Non-Football Illness ed indicano le liste dove viene inserito un giocatore che ha un infortunio o una malattia non dipendente dal football americano. - (PUP) sta per Physically Unable to Perform ed indica la lista dove viene inserito un giocatore mentre è in attesa di recuperare la condizione fisica. Nella stagione regolare dopo la sesta partita giocata dalla propria squadra, il giocatore ha tempo tre settimane per riprendere ad allenarsi, più tre settimane aggiuntive dal suo rientro agli allenamenti per rientrare in prima squadra.                         |

## Calendario
| Stagione regolare | Stagione regolare       | Stagione regolare  | Stagione regolare            |                    |
| Turno             | Avversario              | Risultato          | Stadio                       |                    |
| ----------------- | ----------------------- | ------------------ | ---------------------------- | ------------------ |
| 1                 | at Buffalo Bills        | V 23–3             | Rich Stadium                 |                    |
| 2                 | Denver Broncos          | V 25–22 (dts)      | The Meadowlands              |                    |
| 3                 | at Miami Dolphins       | S 28–14            | Joe Robbie Stadium           |                    |
| 4                 | Chicago Bears           | S 19–7             | The Meadowlands              |                    |
| 5                 | at Cleveland Browns     | S 27–7             | Cleveland Stadium            |                    |
| 6                 | Indianapolis Colts      | V 16–6             | The Meadowlands              |                    |
| 7                 | New England Patriots    | V 24–17            | The Meadowlands              |                    |
| 8                 | Settimana di pausa      | Settimana di pausa | Settimana di pausa           | Settimana di pausa |
| 9                 | at Indianapolis Colts   | S 28–25            | RCA Dome                     |                    |
| 10                | Buffalo Bills           | V 22–17            | The Meadowlands              |                    |
| 11                | at Green Bay Packers    | S 17–10            | Lambeau Field                |                    |
| 12                | at Minnesota Vikings    | V 31–21            | Hubert H. Humphrey Metrodome |                    |
| 13                | Miami Dolphins          | S 28–24            | The Meadowlands              |                    |
| 14                | at New England Patriots | S 24–13            | Foxboro Stadium              |                    |
| 15                | Detroit Lions           | S 18–7             | The Meadowlands              |                    |
| 16                | San Diego Chargers      | S 21–6             | The Meadowlands              |                    |
| 17                | at Houston Oilers       | S 24–10            | Astrodome                    |                    |

## Classifiche
| AFC East                 | AFC East | AFC East | AFC East | AFC East | AFC East | AFC East | AFC East |
|                          | V        | S        | P        | %        | PF       | PS       | STR      |
| ------------------------ | -------- | -------- | -------- | -------- | -------- | -------- | -------- |
| (3) Miami Dolphins       | 10       | 6        | 0        | .625     | 389      | 327      | V1       |
| (5) New England Patriots | 10       | 6        | 0        | .625     | 351      | 312      | V7       |
| Indianapolis Colts       | 8        | 8        | 0        | .500     | 307      | 320      | V2       |
| Buffalo Bills            | 7        | 9        | 0        | .438     | 340      | 356      | S3       |
| New York Jets            | 6        | 10       | 0        | .375     | 264      | 320      | S5       |